# Aire d'attraction de Pont-Saint-Esprit
L'aire d'attraction de Pont-Saint-Esprit est un zonage d'étude défini par l'Insee pour caractériser l’influence de la commune de Pont-Saint-Esprit sur les communes environnantes. Publiée en octobre 2020, elle se substitue à l'aire urbaine de Pont-Saint-Esprit, qui comportait 5 communes dans le dernier zonage qui remontait à 2010.

## Définition
L’aire d’attraction d'une ville est composée d’un pôle, défini à partir de critères de population et d’emploi ainsi que d’une couronne constituée des communes dont au moins 15 % des actifs travaillent dans le pôle. Le pôle d’attraction constitue ainsi un point de convergence des déplacements domicile-travail,.

## Type et composition
L’aire d'attraction de Pont-Saint-Esprit est une aire intra-départementale qui comporte 5 communes dans le Gard.
Elle est catégorisée dans les aires de moins de 50 000 habitants, une catégorie qui regroupe 16,6 % de la population d'Occitanie et 12,2 % au niveau national.

### Carte

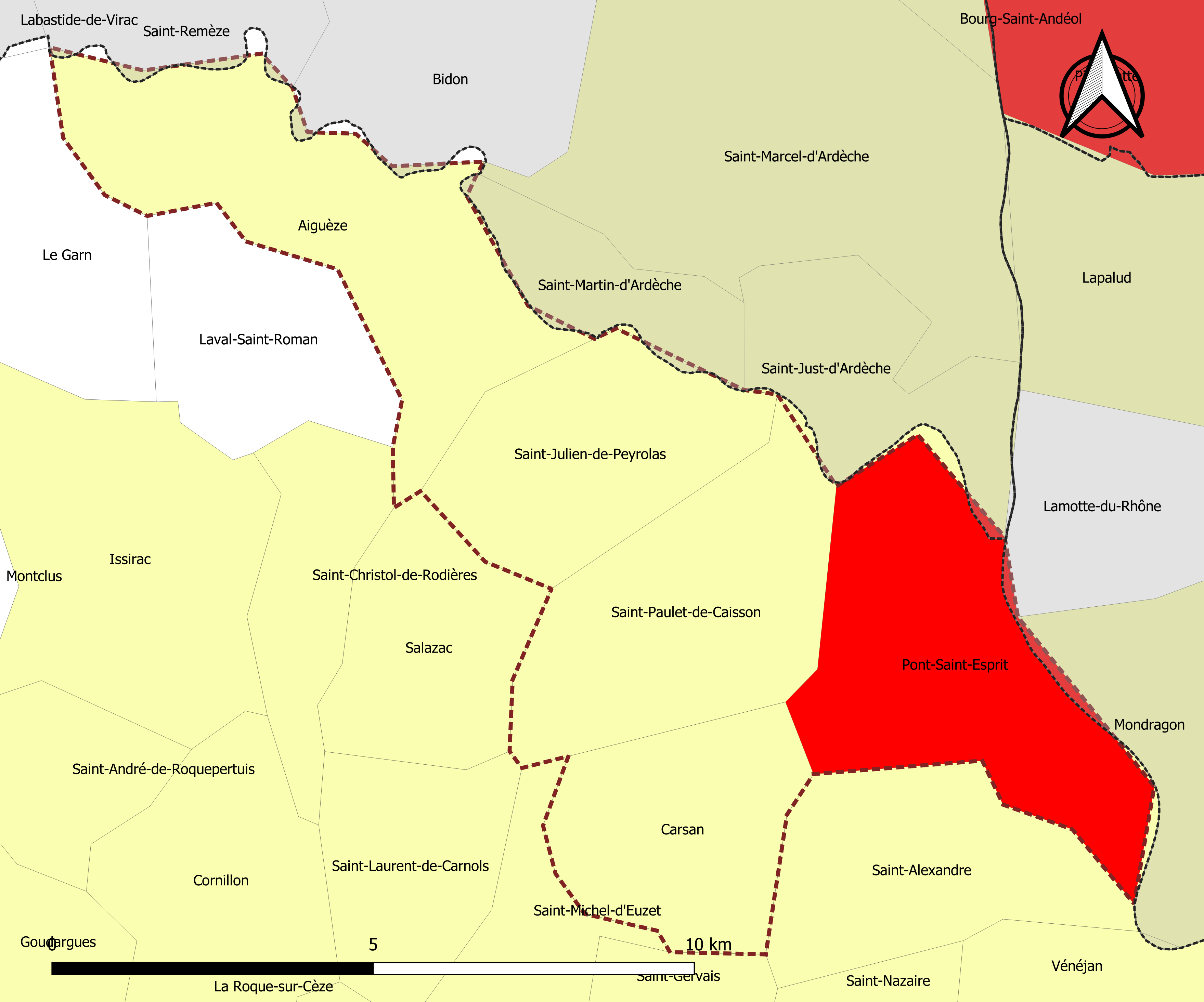
Carte de l'aire d'attraction de Pont-Saint-Esprit.
Commune-centre
Commune de la couronne

### Composition communale
| Nom                                | Code Insee | Département | Statut                 | Superficie (km2) | Population (dernière pop. légale) | Densité (hab./km2) | Modifier                                    |
| ---------------------------------- | ---------- | ----------- | ---------------------- | ---------------- | --------------------------------- | ------------------ | ------------------------------------------- |
| Pont-Saint-Esprit (commune-centre) | 30202      | Gard        | commune-centre         | 18,49            | 10 759 (2022)                     | 582                | modifier les données · modifier les données |
| Aiguèze                            | 30005      | Gard        | commune de la couronne | 20,03            | 212 (2022)                        | 11                 | modifier les données · modifier les données |
| Carsan                             | 30070      | Gard        | commune de la couronne | 11,71            | 790 (2022)                        | 67                 | modifier les données · modifier les données |
| Saint-Julien-de-Peyrolas           | 30273      | Gard        | commune de la couronne | 12,54            | 1 501 (2022)                      | 120                | modifier les données · modifier les données |
| Saint-Paulet-de-Caisson            | 30290      | Gard        | commune de la couronne | 16,88            | 1 894 (2022)                      | 112                | modifier les données · modifier les données |